# Campeonato Argentino M18 2004
El Campeonato Argentino de Menores de 18 años de 2004 fue un torneo para los seleccionados M18 de las uniones regionales afiliadas a la Unión Argentina de Rugby. El torneo se llevó a cabo entre el 17 y el 22 de octubre de 2004 en las instalaciones del Carlos Paz Rugby Club de Córdoba, disputándose junto al Campeonato Argentino M20 de 2004.
Durante esta edición del torneo, el campeonato introdujo una nueva categoría al sistema de ascensos y descensos: la Zona Ascenso pasó a ser dividida en Zona Ascenso A y Zona Ascenso B. Los equipos fueron distribuidos en las nuevas zonas de acuerdo a las posiciones finales obtenidas durante el Campeonato Argentino M18 2003.
La Unión de Rugby de Buenos Aires venció 24-10 en la final al seleccionado de la Unión de Rugby de Cuyo, ganando por tercer año consecutivo los dos campeonatos juveniles de la temporada (M18 y M20). Santa Fe, Entre Ríos y Chubut fueron los ganadores de la Zona Ascenso A, B y Desarrollo, respectivamente.

## Equipos participantes
Participaron de esta edición veintiséis equipos: veinticuatro uniones provinciales de Argentina y dos seleccionados sudamericanos invitados.
| División                  | Equipo              | Unión                                                     |
| ------------------------- | ------------------- | --------------------------------------------------------- |
| Zona Campeonato 8 equipos | Buenos Aires        | Unión de Rugby de Buenos Aires                            |
| Zona Campeonato 8 equipos | Córdoba             | Unión Cordobesa de Rugby                                  |
| Zona Campeonato 8 equipos | Cuyo                | Unión de Rugby de Cuyo                                    |
| Zona Campeonato 8 equipos | Mar del Plata       | Unión de Rugby de Mar del Plata                           |
| Zona Campeonato 8 equipos | Rosario             | Unión de Rugby de Rosario                                 |
| Zona Campeonato 8 equipos | Salta               | Unión de Rugby de Salta                                   |
| Zona Campeonato 8 equipos | San Juan            | Unión Sanjuanina de Rugby                                 |
| Zona Campeonato 8 equipos | Tucumán             | Unión de Rugby de Tucumán                                 |
| Zona Ascenso A 6 equipos  | Alto Valle          | Unión de Rugby del Alto Valle de Río Negro y Neuquén      |
| Zona Ascenso A 6 equipos  | Nordeste            | Unión de Rugby del Nordeste                               |
| Zona Ascenso A 6 equipos  | Santa Fe            | Unión Santafesina de Rugby                                |
| Zona Ascenso A 6 equipos  | Santiago del Estero | Unión Santiagueña de Rugby                                |
| Zona Ascenso A 6 equipos  | Sur                 | Unión de Rugby del Sur                                    |
| Zona Ascenso A 6 equipos  | Uruguay             | Unión de Rugby del Uruguay                                |
| Zona Ascenso B 6 equipos  | Austral             | Unión de Rugby Austral                                    |
| Zona Ascenso B 6 equipos  | Entre Ríos          | Unión Entrerriana de Rugby                                |
| Zona Ascenso B 6 equipos  | Jujuy               | Unión Jujeña de Rugby                                     |
| Zona Ascenso B 6 equipos  | Misiones            | Unión de Rugby de Misiones                                |
| Zona Ascenso B 6 equipos  | Oeste               | Unión de Rugby del Oeste de Buenos Aires                  |
| Zona Ascenso B 6 equipos  | Tierra del Fuego    | Unión de Rugby de Tierra del Fuego                        |
| Zona Desarrollo 6 equipos | Centro              | Unión de Rugby del Centro de la Provincia de Buenos Aires |
| Zona Desarrollo 6 equipos | Chubut              | Unión de Rugby del Valle del Chubut                       |
| Zona Desarrollo 6 equipos | Formosa             | Unión de Rugby de Formosa                                 |
| Zona Desarrollo 6 equipos | Lagos del Sur       | Unión de Rugby Lagos del Sur                              |
| Zona Desarrollo 6 equipos | Paraguay            | Unión de Rugby del Paraguay                               |
| Zona Desarrollo 6 equipos | San Luis            | Unión de Rugby San Luis                                   |

En cursiva los seleccionados internacionales invitados.

## Formato
Los veintiséis equipos participantes fueron divididos en cuatro categorías: Zona Campeonato, Zona Ascenso A, Zona Ascenso B y Zona Desarrollo.
Zona Campeonato
La Zona Campeonato estuvo compuesta por ocho equipos y se resolvió a través de un formato de eliminación directa a tres rondas para definir al campeón de la temporada. Los equipos eliminados continuaron su campaña disputando encuentros contra otros equipos eliminados para definir sus posiciones finales en el torneo. Los perdedores del partido por el 7° puesto descendieron a la Zona Ascenso A de la siguiente temporada.
Zona Ascenso A, Ascenso B y Desarrollo
Las zonas Ascenso A, B y Desarrollo estuvieron compuestas por seis equipos cada una y todas se resolvieron con un formato similar al sistema de todos contra todos, con cada equipo disputando tres encuentros contra otros equipos de su zona. Se otorgaron 4 puntos por partido ganado, 2 por partido empatado y 0 por partido perdido, además de 1 punto bonus ofensivo en el caso de marcar cuatro tries o más y 1 punto bonus defensivo por perder por siete puntos de diferencia o menos. Los ganadores de cada zona ascendieron a su respectiva zona superior de la siguiente temporada, mientras que los últimos descendieron a la zona inferior.

## Zona Campeonato
|  | Cuartos de final | Cuartos de final | Cuartos de final |              |              | Semifinales   | Semifinales   | Semifinales   |  |      | Final         | Final         | Final         |  |
|  | 17 de octubre    | 17 de octubre    | 17 de octubre    |              |              | 19 de octubre | 19 de octubre | 19 de octubre |  |      | 22 de octubre | 22 de octubre | 22 de octubre |  |
|  |                  |                  |                  |              |              |               |               |               |  |      |               |               |               |  |
|  |                  |                  |                  |              |              |               |               |               |  |      |               |               |               |  |
|  | Tucumán          | Tucumán          | 64               |              |              |               |               |               |  |      |               |               |               |  |
|  | Tucumán          | Tucumán          | 64               |              |              |               |               |               |  |      |               |               |               |  |
|  | Mar del Plata    | Mar del Plata    | 5                |              |              |               |               |               |  |      |               |               |               |  |
|  | Mar del Plata    | Mar del Plata    | 5                |              | Tucumán      | Tucumán       | 9             |               |  |      |               |               |               |  |
|  |                  |                  |                  |              | Tucumán      | Tucumán       | 9             |               |  |      |               |               |               |  |
|  |                  |                  | Cuyo             | Cuyo         | 17           |               |               |               |  |      |               |               |               |  |
|  | Cuyo             | Cuyo             | Cuyo             | Cuyo         | 17           | 36            |               |               |  |      |               |               |               |  |
|  | Cuyo             | Cuyo             |                  |              |              |               |               |               |  |      |               |               |               |  |
|  | Salta            | Salta            | 20               |              |              |               |               |               |  |      |               |               |               |  |
|  | Salta            | Salta            | 20               |              |              |               |               |               |  | Cuyo | Cuyo          | 10            |               |  |
|  |                  |                  |                  |              |              |               |               |               |  | Cuyo | Cuyo          | 10            |               |  |
|  |                  |                  | Buenos Aires     | Buenos Aires | 24           |               |               |               |  |      |               |               |               |  |
|  | Buenos Aires     | Buenos Aires     | Buenos Aires     | Buenos Aires | 24           | 39            |               |               |  |      |               |               |               |  |
|  | Buenos Aires     | Buenos Aires     |                  |              |              |               |               |               |  |      |               |               |               |  |
|  | San Juan         | San Juan         | 24               |              |              |               |               |               |  |      |               |               |               |  |
|  | San Juan         | San Juan         | 24               |              | Buenos Aires | Buenos Aires  | 27            |               |  |      |               |               |               |  |
|  |                  |                  |                  |              | Buenos Aires | Buenos Aires  | 27            |               |  |      |               |               |               |  |
|  |                  |                  | Rosario          | Rosario      | 26           |               |               |               |  |      |               |               |               |  |
|  | Rosario          | Rosario          | Rosario          | Rosario      | 26           | 23            |               |               |  |      |               |               |               |  |
|  | Rosario          | Rosario          |                  |              |              |               |               |               |  |      |               |               |               |  |
|  | Córdoba          | Córdoba          | 19               |              |              |               |               |               |  |      |               |               |               |  |
|  | Córdoba          | Córdoba          | 19               |              |              |               |               |               |  |      |               |               |               |  |
|  |                  |                  |                  |              |              |               |               |               |  |      |               |               |               |  |

### Primera fecha
| 17 de octubre | Tucumán | 64 - 5  | Mar del Plata |  |  |
|               |         | Reporte |               |  |  |

| 17 de octubre | Cuyo | 36 - 20 | Salta |  |  |
|               |      | Reporte |       |  |  |

| 17 de octubre | Buenos Aires | 39 - 24 | San Juan |  |  |
|               |              | Reporte |          |  |  |

| 17 de octubre | Rosario | 23 - 19 | Córdoba |  |  |
|               |         | Reporte |         |  |  |

### Segunda fecha
Partidos 1.°-4.° puesto
| 19 de octubre | Tucumán | 9 - 17  | Cuyo |  |  |
|               |         | Reporte |      |  |  |

| 19 de octubre | Buenos Aires | 27 - 26 | Rosario |  |  |
|               |              | Reporte |         |  |  |

Partidos 5.°-8.° puesto
| 19 de octubre | Mar del Plata | 9 - 15  | Salta |  |  |
|               |               | Reporte |       |  |  |

| 19 de octubre | San Juan | 9 - 32  | Córdoba |  |  |
|               |          | Reporte |         |  |  |

### Tercera fecha
Final
| 22 de octubre | Cuyo | 10 - 24 | Buenos Aires |  |  |
|               |      | Reporte |              |  |  |

Partido 3.° puesto
| 22 de octubre | Tucumán | 27 - 13 | Rosario |  |  |
|               |         | Reporte |         |  |  |

Partido 5.° puesto
| 22 de octubre | Salta | 12 - 20 | Córdoba |  |  |
|               |       | Reporte |         |  |  |

Partido 7.° puesto
| 22 de octubre | Mar del Plata | 16 - 12 | San Juan |  |  |
|               |               | Reporte |          |  |  |

|                      |
| Buenos Aires Campeón |

## Zona Ascenso A
| Pos. | Equipos         | Partidos | Partidos | Partidos | Tantos | Tantos | Tantos | Pts. |
| Pos. | Equipos         | G        | E        | P        | PF     | PC     | DP     | Pts. |
| ---- | --------------- | -------- | -------- | -------- | ------ | ------ | ------ | ---- |
| 1.°  | Santa Fe        | 3        | 0        | 0        | 70     | 26     | +44    | 13   |
| 2.°  | Sur             | 2        | 0        | 1        | 72     | 41     | +31    | 10   |
| 3.°  | Alto Valle      | 2        | 0        | 1        | 31     | 39     | -8     | 8    |
| 4.°  | Uruguay         | 1        | 0        | 2        | 71     | 53     | +18    | 8    |
| 5.°  | Nordeste        | 1        | 0        | 2        | 56     | 104    | -48    | 5    |
| 6.°  | Sgo. del Estero | 0        | 0        | 3        | 33     | 70     | -37    | 2    |

|  | Asciende a Zona Campeonato 2005 |
|  | Desciende a Zona Ascenso B 2005 |

| 17 de octubre | Alto Valle | 16 - 14 | Sur |  |  |
|               |            | Reporte |     |  |  |

| 17 de octubre | Santiago del Estero | 15 - 22 | Santa Fe |  |  |
|               |                     | Reporte |          |  |  |

| 17 de octubre | Nordeste | 36 - 31 | Uruguay |  |  |
|               |          | Reporte |         |  |  |

| 19 de octubre | Santiago del Estero | 13 - 19 | Sur |  |  |
|               |                     | Reporte |     |  |  |

| 19 de octubre | Nordeste | 8 - 34  | Santa Fe |  |  |
|               |          | Reporte |          |  |  |

| 19 de octubre | Alto Valle | 12 - 11 | Uruguay |  |  |
|               |            | Reporte |         |  |  |

| 22 de octubre | Alto Valle | 3 - 14  | Santa Fe |  |  |
|               |            | Reporte |          |  |  |

| 22 de octubre | Nordeste | 12 - 39 | Sur |  |  |
|               |          | Reporte |     |  |  |

| 22 de octubre | Santiago del Estero | 5 - 29  | Uruguay |  |  |
|               |                     | Reporte |         |  |  |

| Bandera de la Provincia de Santa Fe |
| Santa Fe Campeón Zona Ascenso A     |

## Zona Ascenso B
La Unión Jujeña de Rugby terminó empatada en puntos con la Unión de Rugby Austral pero acabó descendiendo a la Zona Desarrollo por tener mayor cantidad de tarjetas rojas.
| Pos. | Equipos          | Partidos | Partidos | Partidos | Tantos | Tantos | Tantos | Pts. |
| Pos. | Equipos          | G        | E        | P        | PF     | PC     | DP     | Pts. |
| ---- | ---------------- | -------- | -------- | -------- | ------ | ------ | ------ | ---- |
| 1.°  | Entre Ríos       | 2        | 0        | 1        | 82     | 33     | +49    | 11   |
| 2.°  | Oeste            | 2        | 0        | 1        | 56     | 56     | +0     | 10   |
| 3.°  | Tierra del Fuego | 2        | 0        | 1        | 36     | 49     | -13    | 8    |
| 4.°  | Misiones         | 1        | 0        | 2        | 64     | 79     | -15    | 7    |
| 5.°  | Austral          | 1        | 0        | 2        | 29     | 55     | -26    | 5    |
| 6.°  | Jujuy            | 1        | 0        | 2        | 45     | 40     | +5     | 5    |

|  | Asciende a Zona Ascenso A 2005   |
|  | Desciende a Zona Desarrollo 2005 |

| 17 de octubre | Austral | 0 - 29  | Entre Ríos |  |  |
|               |         | Reporte |            |  |  |

| 17 de octubre | Misiones | 11 - 26 | Jujuy |  |  |
|               |          | Reporte |       |  |  |

| 17 de octubre | Tierra del Fuego | 17 - 10 | Oeste |  |  |
|               |                  | Reporte |       |  |  |

| 19 de octubre | Austral | 16 - 7  | Jujuy |  |  |
|               |         | Reporte |       |  |  |

| 19 de octubre | Misiones | 26 - 27 | Oeste |  |  |
|               |          | Reporte |       |  |  |

| 19 de octubre | Tierra del Fuego | 6 - 27  | Entre Ríos |  |  |
|               |                  | Reporte |            |  |  |

| 22 de octubre | Austral | 13 - 19 | Oeste |  |  |
|               |         | Reporte |       |  |  |

| 22 de octubre | Misiones | 27 - 26 | Entre Ríos |  |  |
|               |          | Reporte |            |  |  |

| 22 de octubre | Tierra del Fuego | 13 - 12 | Jujuy |  |  |
|               |                  | Reporte |       |  |  |

| Bandera de la Provincia de Entre Ríos |
| Entre Ríos Campeón Zona Ascenso B     |

## Zona Desarrollo
| Pos. | Equipos       | Partidos | Partidos | Partidos | Tantos | Tantos | Tantos | Pts. |
| Pos. | Equipos       | G        | E        | P        | PF     | PC     | DP     | Pts. |
| ---- | ------------- | -------- | -------- | -------- | ------ | ------ | ------ | ---- |
| 1.°  | Chubut        | 3        | 0        | 0        | 107    | 37     | +70    | 15   |
| 2.°  | Paraguay      | 2        | 0        | 1        | 59     | 58     | +1     | 9    |
| 3.°  | Centro        | 2        | 0        | 1        | 52     | 72     | -20    | 9    |
| 4.°  | Lagos del Sur | 1        | 0        | 2        | 68     | 44     | +24    | 6    |
| 5.°  | Formosa       | 1        | 0        | 2        | 51     | 54     | -3     | 5    |
| 6.°  | San Luis      | 0        | 0        | 3        | 36     | 108    | -72    | 1    |

|  | Asciende a Zona Ascenso B 2005 |

| 17 de octubre | Chubut | 43 - 12 | San Luis |  |  |
|               |        | Reporte |          |  |  |

| 17 de octubre | Centro | 18 - 17 | Lagos del Sur |  |  |
|               |        | Reporte |               |  |  |

| 17 de octubre | Formosa | 12 - 16 | Paraguay |  |  |
|               |         | Reporte |          |  |  |

| 19 de octubre | Chubut | 28 - 20 | Formosa |  |  |
|               |        | Reporte |         |  |  |

| 19 de octubre | San Luis | 7 - 41  | Lagos del Sur |  |  |
|               |          | Reporte |               |  |  |

| 19 de octubre | Paraguay | 38 - 10 | Centro |  |  |
|               |          | Reporte |        |  |  |

| 22 de octubre | Chubut | 36 - 5  | Paraguay |  |  |
|               |        | Reporte |          |  |  |

| 22 de octubre | Formosa | 19 - 10 | Lagos del Sur |  |  |
|               |         | Reporte |               |  |  |

| 22 de octubre | Centro | 24 - 17 | San Luis |  |  |
|               |        | Reporte |          |  |  |

| Bandera de la Provincia del Chubut |
| Chubut Campeón Zona Desarrollo     |